# Hermandad del Rayo (Córdoba)
La Primitiva y Muy Antigua Hermandad y Cofradía Servita de Nuestra Señora de los Dolores y del Rayo, Sagrada Resurrección de Nuestro Señor Jesucristo y Patriarca Bendito San José fue una Hermandad de culto católico de Gloria de la ciudad de Córdoba (España). Tenía su sede en la Iglesia de San José y Espíritu Santo, en la barriada del Campo de la Verdad, y realizaba su procesión anual a la Santa Iglesia Catedral en la tarde-noche del Sábado Santo. 
En el año 2019 se produjo su disolución a causa de la ausencia de una Junta de Gobierno que gestionase la Hermandad, pasando entonces la imagen de la Virgen a pertenecer a la Hermandad del Descendimiento, del mismo templo y a la cual ya había pertenecido en el pasado.

## Historia
La primera noticia que se conoce de la primitiva Hermandad data de los primeros años del siglo XVII en la que se conoce la identidad de uno de sus Hermanos Mayores, Don Andrés Martín (1605). Existe constancia de que era una Hermandad de Penitencia, procesionando en 1609 en la noche del Viernes Santo, y que al comienzo del siglo XVIII tenía plena vigencia y onda popularidad.
Hacía su procesión de penitencia el Jueves Santo. Era una procesión de las llamadas de disciplinantes, en las que los discípulos, que así se denominaban a los disciplinantes, se azotaban con una disciplina hecha de estopa cosida y torcida. Los hermanos usaban hábito negro, recogido con una correa, e iban calzados con sandalias. Dos eran las imágenes que desfilaban, la de Cristo, cuya advocación se desconoce, y otra de la Virgen con la advocación de Nuestra Señora del Rayo. Este título le provenía, según escribe Ramírez de Arellano en sus “Paseos por Córdoba”, de haber salido ilesa de la caída de un rayo en la iglesia. Era una Dolorosa con encajes en las manos y una flor en la toca, camisa, enaguas, perlas y pulseras en las manos. Salía en procesión con palio.
En el tránsito de los siglos XVIII al XIX, y a causa de la carencia de recursos, se suspende la Estación penitencial, y a principios del siglo XX, en 1908, se tiene constancia de la incorporación de la talla de la Virgen del Rayo a una Hermandad del Descendimiento existente entonces, y que tomaron el nombre de “Hermandad de Nazarenos del Santo Cristo de Ánimas, Sagrado Descendimiento de Nuestro Señor y María Santísima del Rayo”. La Hermandad se incorpora al desfile oficial del Viernes Santo en 1911, haciendo la última salida en la Semana Santa de 1917.
En 1937 se funda la actual Hermandad del Santísimo Cristo del Descendimiento, incorporando la imagen de la Virgen del Rayo como parte de su paso de misterio, en el que procesionó hasta 1959, cuando la corporación la sustituye por la talla de una Dolorosa realizada por el imaginero Amadeo Ruiz Olmos.
En 1984 se funda la actual Hermandad de la Virgen del Rayo como Hermandad de Gloria, quedando aprobados sus estatutos de manera definitiva en 1987. Durante su existencia, se encargó de organizar diferentes actos cultuales en honor a la imagen, además de su propia salida procesional por las calles del barrio del Campo de la Verdad. Sin embargo, ya entrado el siglo XXI, la corporación llegó a tener problemas para organizar la procesión, viéndose obligada en algunos años a suspenderla.
El Sábado Santo del año 2018, la Hermandad realizaría por primera vez Estación ante el Santísimo en la Santa Iglesia Catedral. No obstante, a finales de ese año, se produjo la dimisión del Hermano Mayor por problemas personales ajenos a la Cofradía y se suspende la procesión del año siguiente. Así, por decisión del Consiliario la Hermandad, ésta queda disuelta definitivamente, y en octubre de 2019, la Hermandad del Descendimiento aprueba incluir la talla de Nuestra Señora de los Dolores y del Rayo como Titular de Gloria, situando sus cultos y procesión en torno a la fiesta de los Dolores Gloriosos, el 15 de septiembre.

## Nuestra Señora de los Dolores y del Rayo
El único paso que procesionaba representaba los Dolores de María Santísima, estando ésta rodeada de una ráfaga. La talla es anónima del primer tercio del siglo XVII y fue restaurada en 1991 por Juan Ventura.

## Horario e Itinerario
La salida procesional se realizaba en la noche del Sábado Santo. Salía de su templo, situado en la Plaza de Santa Teresa, sobre las 22:30 y trascurría por las calles del barrio con el siguiente recorrido : Paseo del Descendimiento, Plaza de la Iglesia, Plaza de Santa Teresa, Rosario, Tenerife, Pío XII, Fray Pedro de Córdoba, Virgen del Rayo, Avenida de la Diputación, Paseo Cristo del Descendimiento y Entrada en el templo hacia la 00:30 de la madrugada del Domingo de Resurrección. En los últimos años, la procesión llegó hasta el templo mayor de Córdoba, transitando por las calles que componen la carrera oficial.

## Acompañamiento Musical
- ...-2003: Banda Músico-Cultural "Cristo del Amor" de Córdoba
- 2003-2006: Banda de Música "Ciudad de Porcuna" de Porcuna
- 2006-2011: Asociación Músico-Cultural "Pedro Lavirgen" de Bujalance
- 2013: Banda de Música" María Santísima de la Esperanza" de Córdoba
- 2014: Quinteto de Capilla de la Banda de "La Esperanza" de Córdoba
- 2017-2018: Banda Sinfónica Municipal de Dos Torres (Córdoba)

## Cultos Principales
La Hermandad celebraba los siguientes cultos en honor a su titular:
- Misa en honor a Nuestra Señora del Rayo, todos los primeros domingos de mes a las 12:00 (excepto agosto)
- Septenario Doloroso a nuestra titular que empieza siete días antes del Viernes de Dolores
- Besamanos y Función Principal el Viernes de Dolores
- Vía Crucis de la Hermandad en el interior parroquial el Viernes Santo
- Solemne Misa de Vigilia el Sábado Santo
- Salida procesional de Nuestra Señora de los Dolores y del Rayo en la noche del Sábado Santo
- Triduo Glorioso en honor de Nuestra Señora de los Dolores y del Rayo los días 15, 16 y 17 de septiembre
- Solemne Rosario de la Aurora el primer domingo de octubre

- Datos: Q5895566